# Santa Lucía (Francisco Morazán)
Santa Lucía est une municipalité du Honduras, située dans le département de Francisco Morazán.

## Source de la traduction
- (en) Cet article est partiellement ou en totalité issu de l’article de Wikipédia en anglais intitulé « Santa Lucía, Francisco Morazán » (voir la liste des auteurs).